# Паркер-Стрип (Аризона)
Паркер-Стрип (англ. Parker Strip) — переписна місцевість (CDP) в США, в окрузі Ла-Пас штату Аризона. Населення — 621 особа (2020).

## Географія
Паркер-Стрип розташований за координатами 34°16′15″ пн. ш. 114°7′47″ зх. д. / 34.27083° пн. ш. 114.12972° зх. д. (34.270724, -114.129654).  За даними Бюро перепису населення США в 2010 році переписна місцевість мала площу 10,77 км², з яких 8,09 км² — суходіл та 2,68 км² — водойми.

## Демографія
Згідно з переписом 2010 року, у переписній місцевості мешкали 662 особи в 377 домогосподарствах у складі 209 родин. Густота населення становила 61 особа/км².  Було 1387 помешкань (129/км²).
Расовий склад населення:
| - 94,7 % — білих - 0,8 % — азіатів - 0,3 % — корінних американців - 0,3 % — чорних або афроамериканців - 2,0 % — осіб інших рас |

До двох чи більше рас належало 2,0 %. Частка іспаномовних становила 5,6 % від усіх жителів.
За віковим діапазоном населення розподілялося таким чином: 5,0 % — особи молодші 18 років, 48,3 % — особи у віці 18—64 років, 46,7 % — особи у віці 65 років та старші. Медіана віку мешканця становила 64,1 року. На 100 осіб жіночої статі у переписній місцевості припадало 107,5 чоловіків;  на 100 жінок у віці від 18 років та старших — 106,9 чоловіків також старших 18 років.
Середній дохід на одне домашнє господарство  становив 62 367 доларів США (медіана — 52 132), а середній дохід на одну сім'ю — 82 202 долари (медіана — 65 833). Медіана доходів становила 61 037 доларів для чоловіків та 29 028 доларів для жінок. За межею бідності перебувало 11,0 % осіб, у тому числі 0,0 % дітей у віці до 18 років та 8,6 % осіб у віці 65 років та старших.
Цивільне працевлаштоване населення становило 213 особи. Основні галузі зайнятості: роздрібна торгівля — 25,8 %, публічна адміністрація — 16,4 %, освіта, охорона здоров'я та соціальна допомога — 9,9 %, транспорт — 8,5 %.